# Atletiek op de Olympische Zomerspelen 1904

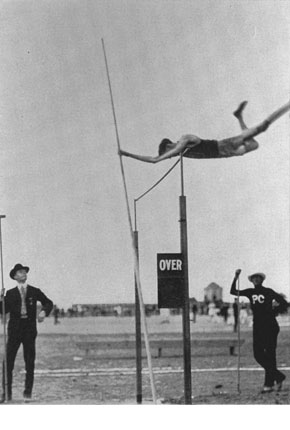
Polsstokhoogspringen tijdens de OS van 1904.

Atletiek is een van de sporten die beoefend werden tijdens de Olympische Zomerspelen 1904 in St. Louis.

## Mannen

### 60 m
| rang   | sporter(s)      | land | tijd |
| ------ | --------------- | ---- | ---- |
| Goud   | Archie Hahn     | USA  | 7,0  |
| Zilver | Bill Hogenson   | USA  | 7,2* |
| Brons  | Fay Moulton     | USA  | 7,2* |
| 4      | Clyde Blair     | USA  | 7,2* |
| 5      | Meyer Prinstein | USA  |      |
| 6      | Frank Castleman | USA  |      |

### 100 m
| rang   | sporter(s)         | land | tijd  |
| ------ | ------------------ | ---- | ----- |
| Goud   | Archie Hahn        | USA  | 11,0  |
| Zilver | Nathaniel Cartmell | USA  | 11,2* |
| Brons  | Bill Hogenson      | USA  | 11,2* |
| 4      | Fay Moulton        | USA  |       |
| 5      | Frederick Heckwolf | USA  |       |
| 6      | Lawson Robertson   | USA  |       |

### 200 m
| rang   | sporter(s)         | land | tijd    |
| ------ | ------------------ | ---- | ------- |
| Goud   | Archie Hahn        | USA  | OR 21,6 |
| Zilver | Nathaniel Cartmell | USA  | 21,9*   |
| Brons  | Bill Hogenson      | USA  |         |
| 4      | Fay Moulton        | USA  |         |

### 400 m
| rang   | sporter(s)      | land | tijd    |
| ------ | --------------- | ---- | ------- |
| Goud   | Harry Hillman   | USA  | OR 49,2 |
| Zilver | Frank Waller    | USA  | 49,9*   |
| Brons  | Herman Groman   | USA  | 50,0*   |
| 4      | Joseph Fleming  | USA  |         |
| 5      | Meyer Prinstein | USA  |         |
| 6      | George Poage    | USA  |         |

### 800 m
| rang   | sporter(s)       | land | tijd      |
| ------ | ---------------- | ---- | --------- |
| Goud   | Jim Lightbody    | USA  | OR 1.56,0 |
| Zilver | Howard Valentine | USA  | 1.56,3*   |
| Brons  | Emil Breitkreutz | USA  | 1.56,4*   |
| 4      | George Underwood | USA  | 1.56,5*   |
| 5      | Johannes Runge   | GER  | 1.57,1*   |
| 6      | Frank Verner     | USA  |           |

### 1500 m
| rang   | sporter(s)       | land | tijd      |
| ------ | ---------------- | ---- | --------- |
| Goud   | Jim Lightbody    | USA  | WR 4.05,4 |
| Zilver | Frank Verner     | USA  | 4.06,8*   |
| Brons  | Lacey Hearn      | USA  |           |
| 4      | David Munson     | USA  |           |
| 5      | Johannes Runge   | GER  |           |
| 6      | Peter Deer       | CAN  |           |
| 7      | Howard Valentine | USA  |           |
| 8      | Harvey Cohn      | USA  |           |

### marathon
| rang   | sporter(s)         | land | tijd    |
| ------ | ------------------ | ---- | ------- |
| Goud   | Thomas J. Hicks    | USA  | 3:28.53 |
| Zilver | Albert Coray       | FRA  | 3:34.52 |
| Brons  | Arthur Newton      | USA  | 3:47.33 |
| 4      | Felix Caravajal    | CUB  |         |
| 5      | Dimitrios Veloulis | GRE  |         |
| 6      | David Kneeland     | USA  |         |
| 7      | Henry Brawley      | USA  |         |
| 8      | Sidney Hatch       | USA  |         |

### 110 m horden
| rang   | sporter(s)         | land | tijd  |
| ------ | ------------------ | ---- | ----- |
| Goud   | Frederick Schule   | USA  | 16,0  |
| Zilver | Thaddeus Schideler | USA  | 16,3* |
| Brons  | Lesley Ashburner   | USA  | 16,4  |
| 4      | Frank Castleman    | USA  |       |

### 200 m horden
| rang   | sporter(s)       | land | tijd    |
| ------ | ---------------- | ---- | ------- |
| Goud   | Harry Hillman    | USA  | OR 24,6 |
| Zilver | Frank Castleman  | USA  | 24,9*   |
| Brons  | George Poage     | USA  |         |
| 4      | George Varnell   | USA  |         |
| 5      | Frederick Schule | USA  |         |

### 400 m horden
| rang   | sporter(s)     | land | tijd  |
| ------ | -------------- | ---- | ----- |
| Goud   | Harry Hillman  | USA  | 53,0  |
| Zilver | Frank Waller   | USA  | 53,2* |
| Brons  | George Poage   | USA  |       |
| 4      | George Varnell | USA  |       |

hordenhoogte 76 cm

### 2590 m steeple chase
| rang   | sporter(s)    | land | tijd   |
| ------ | ------------- | ---- | ------ |
| Goud   | Jim Lightbody | USA  | 7.39,6 |
| Zilver | John Daly     | GBR  | 7.40,6 |
| Brons  | Arthur Newton | USA  |        |
| 4      | Frank Verner  | USA  |        |

### 4 mijl team (6437 m)
| rang   | sporter(s)                                                                            | land    | punten |
| ------ | ------------------------------------------------------------------------------------- | ------- | ------ |
| Goud   | New York AC Arthur Newton George Underwood Paul Pilgrim Howard Valentine David Munson | USA     | 27     |
| Zilver | Chicago AA Jim Lightbody Frank Verner Lacey Hearn Albert Carey Sidney Hatch           | USA FRA | 28     |

Slechts 2 deelnemende teams.

### hoogspringen
| rang   | sporter(s)      | land | hoogte |
| ------ | --------------- | ---- | ------ |
| Goud   | Samuel Jones    | USA  | 1,80 m |
| Zilver | Garrett Serviss | USA  | 1,77 m |
| Brons  | Paul Weinstein  | GER  | 1,77 m |
| 4      | Lajos Gönczy    | HUN  | 1,75 m |
| 5      | Emil Freymark   | USA  |        |
| 6      | Ervin Barker    | USA  | 1,70 m |

### polsstokhoogspringen
| rang   | sporter(s)     | land | hoogte    |
| ------ | -------------- | ---- | --------- |
| Goud   | Charles Dvorak | USA  | OR 3,50 m |
| Zilver | LeRoy Samse    | USA  | 3,35 m    |
| Brons  | Louis Wilkins  | USA  | 3,35 m    |
| 4      | Ward McLanahan | USA  | 3,35 m    |
| 5      | Claude Allen   | USA  | 3,35 m    |
| 6      | Walter Dray    | USA  | [ 7 ]     |
| 7      | Paul Weinstein | GER  |           |

### verspringen
| rang   | sporter(s)       | land | afstand   |
| ------ | ---------------- | ---- | --------- |
| Goud   | Meyer Prinstein  | USA  | OR 7,34 m |
| Zilver | Daniel Frank     | USA  | 6,89 m    |
| Brons  | Robert Stangland | USA  | 6,88 m    |
| 4      | Fred Engelhardt  | USA  | 6,63 m    |
| 5      | George van Cleaf | USA  |           |
| 6      | John Hagerman    | USA  |           |

### hink-stap-springen
| rang   | sporter(s)       | land | afstand |
| ------ | ---------------- | ---- | ------- |
| Goud   | Meyer Prinstein  | USA  | 14,35 m |
| Zilver | Fred Engelhardt  | USA  | 13,90 m |
| Brons  | Frank Stangland  | USA  | 13,36 m |
| 4      | John Fuhler      | USA  | 12,91 m |
| 5      | George van Cleaf | USA  |         |
| 6      | John Hagerman    | USA  |         |
| 7      | Samuel Jones     | USA  |         |

### hoogspringen uit stand
| rang   | sporter(s)       | land | hoogte |
| ------ | ---------------- | ---- | ------ |
| Goud   | Ray Ewry         | USA  | 1,60 m |
| Zilver | Joseph Stadler   | USA  | 1,44 m |
| Brons  | Lawson Robertson | USA  | 1,44 m |
| 4      | John Biller      | USA  | 1,42 m |
| 5      | Lajos Gönczy     | HUN  | 1,35 m |

### verspringen uit stand
| rang   | sporter(s)   | land | afstand   |
| ------ | ------------ | ---- | --------- |
| Goud   | Ray Ewry     | USA  | OR 3,47 m |
| Zilver | Charles King | USA  | 3,27 m    |
| Brons  | John Biller  | USA  | 3,25 m    |
| 4      | Henry Field  | USA  | 3,18 m    |

### hink-stap-springen uit stand
| rang   | sporter(s)      | land | afstand |
| ------ | --------------- | ---- | ------- |
| Goud   | Ray Ewry        | USA  | 10,54 m |
| Zilver | Charles King    | USA  | 10,16 m |
| Brons  | Joseph Stadler  | USA  | 9,60 m  |
| 4      | Garrett Serviss | USA  | 9,53 m  |

### kogelstoten
| rang   | sporter(s)          | land | afstand    |
| ------ | ------------------- | ---- | ---------- |
| Goud   | Ralph Rose          | USA  | WR 14,81 m |
| Zilver | William Coe         | USA  | 14,40 m    |
| Brons  | Lawrence Feuerbach  | USA  | 13,37 m    |
| 4      | Martin Sheridan     | USA  | 12,39 m    |
| 5      | Charles Chadwick    | USA  |            |
| 6      | Albert Johnson      | USA  |            |
| 7      | John Guiney         | USA  |            |
|        | Nikolaos Georgantas | GRE  | DQ         |

### discuswerpen
| rang   | sporter(s)          | land | afstand    |
| ------ | ------------------- | ---- | ---------- |
| Goud   | Martin Sheridan     | USA  | OR 39,28 m |
| Zilver | Ralph Rose          | USA  | OR 39,28 m |
| Brons  | Nikolaos Georgantas | GRE  | 37,68 m    |
| 4      | John Flanagan       | USA  | 36,14 m    |
| 5      | John Biller         | USA  |            |
| 6      | James Mitchel       | USA  |            |

### kogelslingeren
| rang   | sporter(s)       | land | afstand    |
| ------ | ---------------- | ---- | ---------- |
| Goud   | John Flanagan    | USA  | OR 51,23 m |
| Zilver | John DeWitt      | USA  | 50,26 m    |
| Brons  | Ralph Rose       | USA  | 45,73 m    |
| 4      | Charles Chadwick | USA  | 42,78 m    |
| 5      | James Mitchel    | USA  |            |
| 6      | Albert Johnson   | USA  |            |

### gewichtwerpen (25,4 kg)
| rang   | sporter(s)         | land | afstand    |
| ------ | ------------------ | ---- | ---------- |
| Goud   | Étienne Desmarteau | CAN  | OR 10,46 m |
| Zilver | John Flanagan      | USA  | 10,16 m    |
| Brons  | James Mitchel      | USA  | 10,13 m    |
| 4      | Charles Henneman   | USA  | 9,18 m     |
| 5      | Charles Chadwick   | USA  |            |
| 6      | Ralph Rose         | USA  | 8,53 m     |

### driekamp
| rang   | sporter(s)      | land | punten |
| ------ | --------------- | ---- | ------ |
| Goud   | Max Emmerich    | USA  | 35.7   |
| Zilver | John Grieb      | USA  | 34.0   |
| Brons  | William Merz    | USA  | 32.9   |
| 4      | George Mayer    | USA  | 32.4   |
| 5      | John Bissinger  | USA  | 30.8   |
| 6      | Philip Kassell  | USA  | 30.1   |
| 7      | Christian Busch | GER  | 30.0   |
| 7      | Fred Schmind    | USA  | 30.0   |

Driekamp bestond uit 100 yards, kogelstoten en verspringen.

Het IOC beschouwt dit onderdeel als een atletieknummer, echter andere bronnen zien dit als een onderdeel van het turnen. De meeste deelnemers waren turners.

### tienkamp
| rang   | sporter(s)    | land | punten |
| ------ | ------------- | ---- | ------ |
| Goud   | Tom Kiely     | GBR  | 6036   |
| Zilver | Adam Gunn     | USA  | 5907   |
| Brons  | Truxton Hare  | USA  | 5813   |
| 4      | John Holloway | GBR  | 5273   |
| 5      | John Grieb    | USA  | 2199   |
| 6      | Ellery Clark  | USA  | 2078   |

Tienkamp bestond uit 100 yards, kogelstoten, hoogspringen, 880 yards snelwandelen, kogelslingeren, polsstokhoogspringen, 120 yards horden, gewichtwerpen (25,4 kg), verspringen en 1 mijl.
* Geschatte eindtijd.

## Medaillespiegel
| rang   | land             | goud | zilver | brons | totaal |
| ------ | ---------------- | ---- | ------ | ----- | ------ |
| 1      | Verenigde Staten | 23   | 22     | 22    | 67     |
| 2      | Groot-Brittannië | 1    | 1      | 0     | 2      |
| 3      | Canada           | 1    | 0      | 0     | 1      |
| 4      | Frankrijk        | 0    | 1      | 0     | 1      |
| 4      | USA / FRA        | 0    | 1      | 0     | 1      |
| 6      | Duitsland        | 0    | 0      | 1     | 1      |
| 6      | Griekenland      | 0    | 0      | 1     | 1      |
| totaal | totaal           | 25   | 25     | 24    | 74     |

Athene 1896 · Parijs 1900 · St. Louis 1904 · Londen 1908 · Stockholm 1912 · Antwerpen 1920 · Parijs 1924 · Amsterdam 1928 · Los Angeles 1932 · Berlijn 1936 · Londen 1948 · Helsinki 1952 · Melbourne 1956 · Rome 1960 · Tokio 1964 · Mexico-stad 1968 · München 1972 · Montréal 1976 · Moskou 1980 · Los Angeles 1984 · Seoel 1988 · Barcelona 1992 · Atlanta 1996 · Sydney 2000 · Athene 2004 · Peking 2008 · Londen 2012 · Rio de Janeiro 2016  · Tokio 2020  · Parijs 2024  · Los Angeles 2028 
Medaillewinnaars mannen · vrouwen · gemengd
Atletiek · Basketbal (demonstratie) · Boksen · Boogschieten · Gewichtheffen · Golf · Lacrosse · Roeien · Roque · Schermen · Schoonspringen · Tennis · Touwtrekken · Turnen · Voetbal · Waterpolo · Wielersport · Worstelen · Zwemmen